# Pseudopterogorgia acerosa
Pseudopterogorgia acerosa är en korallart som först beskrevs av Peter Simon Pallas 1766.  Pseudopterogorgia acerosa ingår i släktet Pseudopterogorgia och familjen Gorgoniidae. Inga underarter finns listade i Catalogue of Life.